# Список президентів Болгарії
Це перелік глав держав сучасної Болгарської держави, від створення Болгарського князівства до наших днів.
У ньому також перелічено генеральних секретарів Болгарської комуністичної партії в 1948—1990 роках. З 1948 року Генеральний секретар був фактичним главою виконавчої влади.

## Болгарське князівство(1878—1908)
| Князь   | Князь                                    | Князь              | Правління           | Правління                          | Правління         | Прихід до влади                                |
| Портрет | Ім'я (Народження–Смерть)                 | Дім                | Початок правління   | Кінець правління                   | Тривалість        | Прихід до влади                                |
| ------- | ---------------------------------------- | ------------------ | ------------------- | ---------------------------------- | ----------------- | ---------------------------------------------- |
|         | Олександр І 1857—1893 (Прожив: 36 років) | Баттенберг         | 29 квітня 1879 року | 7 вересня 1886 року (Зрікся влади) | 7 років, 131 день | Обраний Першими Великими національними зборами |
|         | Фердинанд I 1861—1948 (Прожив: 87 років) | Саксен-Кобург-Гота | 7 липня 1887 року   | 5 жовтня 1908 року                 | 21 рік, 90 днів   | Обраний Третіми Великими національними зборами |

## Болгарське царство(1908—1946)
Позначає регента
| Цар     | Цар                                                        | Цар                | Правління           | Правління                                 | Правління         | Прихід до влади                      |
| Портрет | Ім'я (Народження–Смерть)                                   | Дім                | Початок правління   | Кінець правління                          | Тривалість        | Прихід до влади                      |
| ------- | ---------------------------------------------------------- | ------------------ | ------------------- | ----------------------------------------- | ----------------- | ------------------------------------ |
|         | Фердинанд I 1861—1948 (Прожив: 87 років)                   | Саксен-Кобург-Гота | 5 жовтня 1908 року  | 3 жовтня 1918 року (Зрікся влади)         | 9 років, 363 дні  | Проголосив себе царем                |
|         | Борис III 1894—1943 (Прожив: 49 років)                     | Саксен-Кобург-Гота | 3 жовтня 1918 року  | 28 серпня 1943 року†                      | 24 роки, 329 днів | Син Фердинанда I                     |
|         | Симеон II 1937 року народження (87 років)                  | Саксен-Кобург-Гота | 28 серпня 1943 року | 15 вересня 1946 року (Монархію скасовано) | 3 роки, 18 днів   | Син Бориса III                       |
|         | Кирил, князь Преславський 1895—1945 (Прожив: 49 років)     | Саксен-Кобург-Гота | 28 серпня 1943 року | 9 вересня 1944 року (Усунуто від влади)   | 1 рік, 12 днів    | Перша регентська рада Для Симеона II |
|         | Богдан Філов 1883—1945 (Прожив: 61 рік)                    | -                  | 28 серпня 1943 року | 9 вересня 1944 року (Усунуто від влади)   | 1 рік, 12 днів    | Перша регентська рада Для Симеона II |
|         | генерал-лейтенант Никола Михов 1891—1945 (Прожив: 53 роки) | -                  | 28 серпня 1943 року | 9 вересня 1944 року (Усунуто від влади)   | 1 рік, 12 днів    | Перша регентська рада Для Симеона II |
|         | Тодор Павлов 1890—1977 (Прожив: 87 років)                  | -                  | 9 вересня 1944 року | 15 вересня 1946 року (Монархію скасовано) | 2 роки, 6 днів    | Друга регентська рада Для Симеона II |
|         | Венелін Ганев 1880—1966 (Прожив: 86 років)                 | -                  | 9 вересня 1944 року | 15 вересня 1946 року (Монархію скасовано) | 2 роки, 6 днів    | Друга регентська рада Для Симеона II |
|         | Цвятко Бобошевскі 1884—1952 (Прожив: 68 років)             | -                  | 9 вересня 1944 року | 15 вересня 1946 року (Монархію скасовано) | 2 роки, 6 днів    | Друга регентська рада Для Симеона II |

## Народна Республіка Болгарія(1946—1990)
Позначає т.в.о.
| Глава держави                              | Глава держави                                | Каденція                                   | Каденція                                   | Каденція                                   | Тривалість                                 | Політична партія                           |
| Портрет                                    | Name (Народження–Смерть)                     | Вибори                                     | Обійняв посаду                             | Залишив посаду                             | Тривалість                                 | Політична партія                           |
| Глава Тимчасового президентства республіки | Глава Тимчасового президентства республіки   | Глава Тимчасового президентства республіки | Глава Тимчасового президентства республіки | Глава Тимчасового президентства республіки | Глава Тимчасового президентства республіки | Глава Тимчасового президентства республіки |
| ------------------------------------------ | -------------------------------------------- | ------------------------------------------ | ------------------------------------------ | ------------------------------------------ | ------------------------------------------ | ------------------------------------------ |
|                                            | Васил Коларов 1877–1950 (Прожив: 72 роки)    | —                                          | 15 вересня 1946 року                       | 9 грудня 1947 року                         | 1 рік, 85 днів                             | БКП                                        |
| Голова Президії Народних Зборів            |                                              |                                            |                                            |                                            |                                            |                                            |
|                                            | Мінчо Нейчев 1887–1956 (Прожив: 69 років)    | —                                          | 9 грудня 1947 року                         | 27 травня 1950 року                        | 2 роки, 169 днів                           | БКПБКП                                     |
|                                            | Георгій Дамянов 1892–1958 (Прожив: 66 років) | —                                          | 27 травня 1950 року                        | 27 листопада 1958 року†                    | 8 років, 184 дні                           | БКПБКП                                     |
|                                            | Георгі Кулішев 1885–1974 (Прожив: 89 років)  | —                                          | 27 листопада 1958 року                     | 30 листопада 1958 року                     | 0 років, 3 дні                             | БКПБКП                                     |
|                                            | Ніколай Георгієв 1906–1988 (Прожив: 81 рік)  | —                                          | 27 листопада 1958 року                     | 30 листопада 1958 року                     | 0 років, 3 дні                             | БЗНС                                       |
|                                            | Димитр Ганев 1898–1964 (Прожив: 65 років)    | —                                          | 30 листопада 1958 року                     | 20 квітня 1964 року†                       | 5 років, 142 дні                           | БКПБКП                                     |
|                                            | Георгі Кулішев 1885–1974 (Прожив: 89 років)  | —                                          | 20 квітня 1964 року                        | 23 квітня 1964 року                        | 0 років, 3 дні                             | БКПБКП                                     |
|                                            | Ніколай Георгієв 1906–1988 (Прожив: 81 рік)  | —                                          | 20 квітня 1964 року                        | 23 квітня 1964 року                        | 0 років, 3 дні                             | БЗНСБЗНС                                   |
|                                            | Георгі Трайков 1898–1975 (Прожив: 76 років)  | —                                          | 23 квітня 1964 року                        | 7 липня 1971 року                          | 7 років, 75 днів                           | БЗНСБЗНС                                   |
| Голова Державної Ради                      |                                              |                                            |                                            |                                            |                                            |                                            |
|                                            | Тодор Живков 1911–1998 (Прожив: 86 років)    | —                                          | 7 липня 1971 року                          | 17 листопада 1989 року                     | 18 років, 133 дні                          | БКПБКП                                     |
|                                            | Петро Младенов 1936–2000 (Прожив: 63 роки)   | —                                          | 17 листопада 1989 року                     | 3 квітня 1990 року                         | 0 років, 137 днів                          | БКПБКП                                     |
| Голова (президент) республіки              |                                              |                                            |                                            |                                            |                                            |                                            |
|                                            | Петро Младенов 1936–2000 (Прожив: 63 роки)   | Квітень 1990                               | 3 квітня 1990 року                         | 6 Липня 1990 року                          | 0 років, 94 дні                            | БСП                                        |
|                                            | Станко Тодоров 1920–1996 (Прожив: 76 років)  | —                                          | 6 липня 1990 року                          | 17 липня 1990 року                         | 0 років, 11 днів                           | БСПБСП                                     |
|                                            | Ніколай Тодоров 1921–2003 (Прожив: 82 роки)  | —                                          | 17 липня 1990 року                         | 1 серпня 1990 року                         | 0 років, 15 днів                           | БСПБСП                                     |
|                                            | Желю Желев 1935–2015 (Прожив: 79 років)      | (Липень–Серпень) 1990                      | 1 серпня 1990 року                         | 15 листопада 1990 року                     | 0 років, 106 днів                          | СДС                                        |

### Генеральні секретаріБолгарської комуністичної партії(1948—1990)
| Генеральні секретарі | Генеральні секретарі                          | Каденція               | Каденція               | Каденція           | Примітки                                                              |
| Портрет              | Ім'я (Народження–Смерть)                      | Обійняв посаду         | Залишив посаду         | Тривалість         | Примітки                                                              |
| -------------------- | --------------------------------------------- | ---------------------- | ---------------------- | ------------------ | --------------------------------------------------------------------- |
|                      | Георгій Димитров 1882—1949 (Прожив: 67 років) | 27 грудня 1948 року    | 2 липня 1949 року      | 0 років, 187 днів  | Також прем'єр-міністр (1946—1949)                                     |
|                      | Вилко Червенков 1900—1980 (Прожив: 80 років)  | 2 липня 1949 року      | 4 березня 1954 р       | 4 роки, 245 днів   | Також прем'єр-міністр (1950—1956)                                     |
|                      | Тодор Живков 1911—1998 (Прожив: 86 років)     | 4 березня 1954 року    | 10 листопада 1989 року | 35 років, 251 день | Також прем'єр-міністр (1962—1971) і голова Державної ради (1971—1989) |
|                      | Петро Младенов 1936—2000 (Прожив: 63 роки)    | 10 листопада 1989 року | 2 лютого 1990 року     | 0 років, 84 дні    | Також голова Державної ради (1989—1990)                               |

## Республіка Болгарія(1990– по теперішній час)
| Президент                     | Президент                                        | Каденція                      | Каденція                      | Каденція                                                   | Тривалість                    | Політична партія              |
| Портрет                       | Ім'я (Народження–Смерть)                         | Вибори                        | Обійняв посаду                | Залишив посаду                                             | Тривалість                    | Політична партія              |
| Голова (президент) республіки | Голова (президент) республіки                    | Голова (президент) республіки | Голова (президент) республіки | Голова (президент) республіки                              | Голова (президент) республіки | Голова (президент) республіки |
| ----------------------------- | ------------------------------------------------ | ----------------------------- | ----------------------------- | ---------------------------------------------------------- | ----------------------------- | ----------------------------- |
|                               | Желю Желев 1935—2015 (Прожив: 79 років)          | -                             | 15 листопада 1990 року        | 22 січня 1992 року                                         | 1 рік, 68 днів                | СДС                           |
| Президент республіки          |                                                  |                               |                               |                                                            |                               |                               |
|                               | Желю Желев 1935—2015 (Прожив: 79 років)          | 1992 рік                      | 22 січня 1992 року            | 22 січня 1997 року                                         | 5 років, 0 днів               | СДС                           |
|                               | Петар Стоянов 1952 року народження (72 роки)     | 1996 рік                      | 22 січня 1997 року            | 22 січня 2002 року                                         | 5 років, 0 днів               | СДС                           |
|                               | Георгій Пирванов 1957 року народження (67 років) | 2001 рік 2006 рік             | 22 січня 2002 року            | 22 січня 2012 року                                         | 10 років, 0 днів              | БСП                           |
|                               | Росен Плевнелієв 1964 року народження (60 років) | 2011 рік                      | 22 січня 2012 року            | 22 січня 2017 року                                         | 5 років, 0 днів               | ГЄРБ                          |
|                               | Румен Радев 1963 року народження (61 рік)        | 2016 рік                      | 22 січня 2017 року            | Чинний (Склав присягу на другий термін 19 січня 2022 року) | 8 років, 59 днів              | Незалежний                    |

## Живі колишні глави держави
Нині живими є троє колишніх президентів Болгарії та один колишній цар Болгарії:

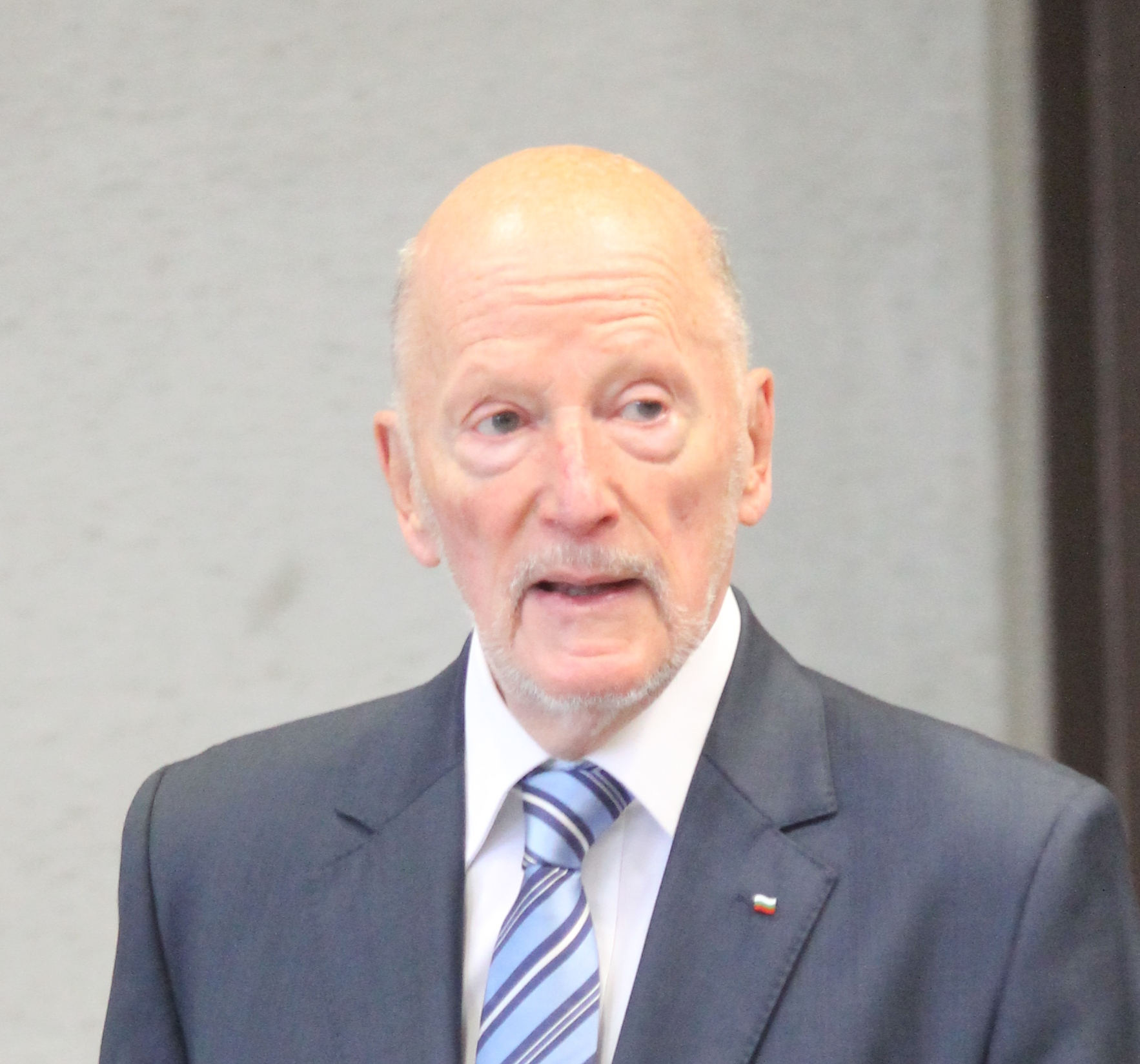
Симеон II (1943–1946)
16 червня 1937 (87 років)
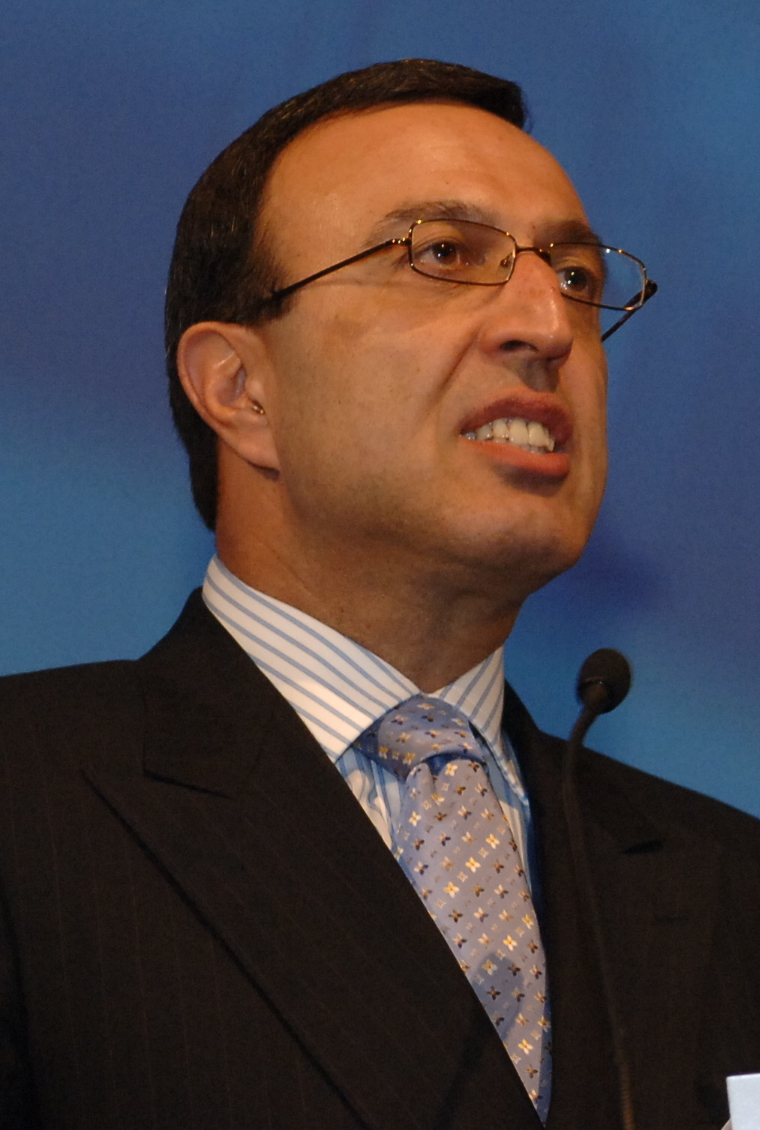
Петар Стоянов (1997–2002) 25 травня 1952 (72 роки)
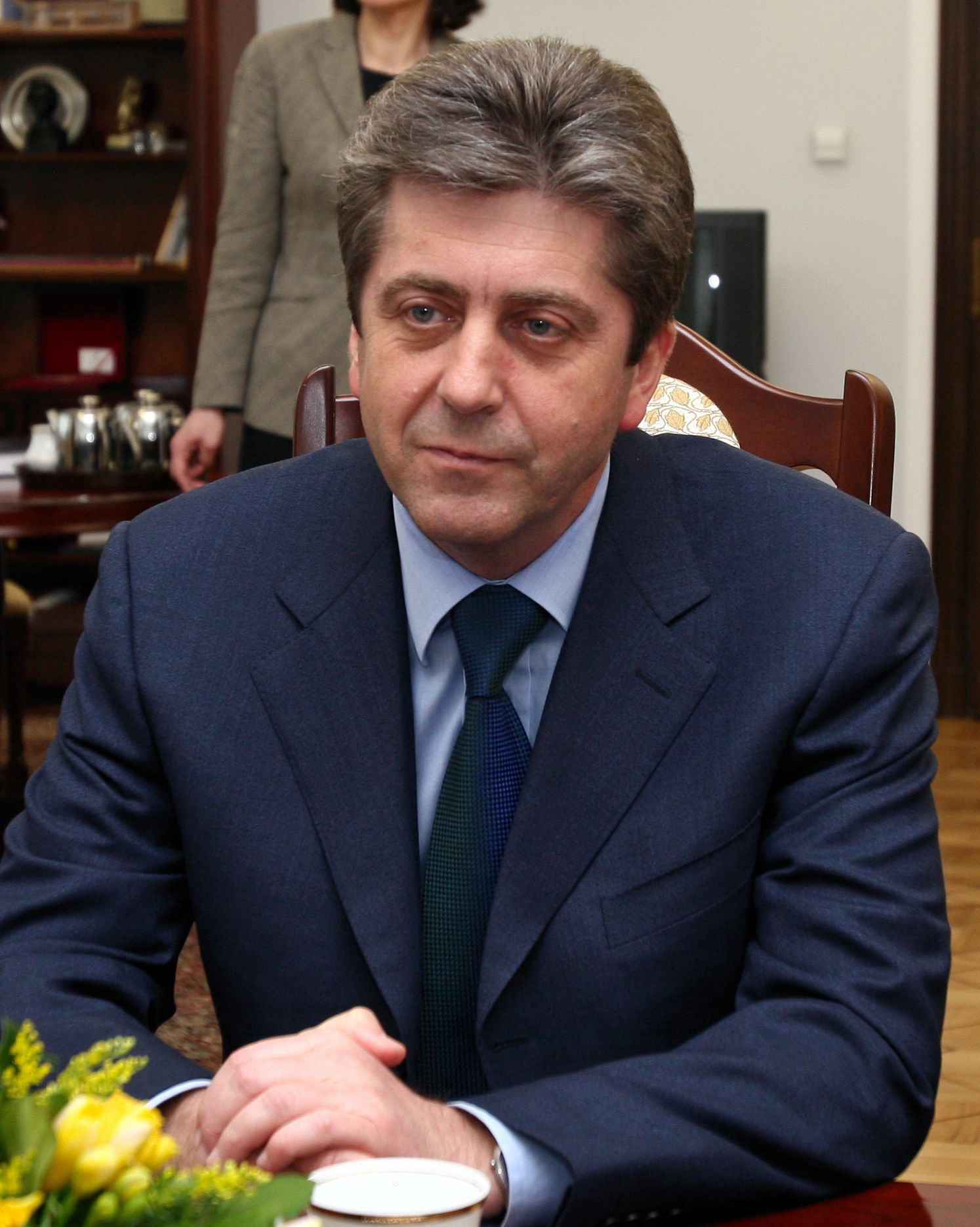
Георгій Пирванов (2002–2012) 28 червня 1957 (67 років)
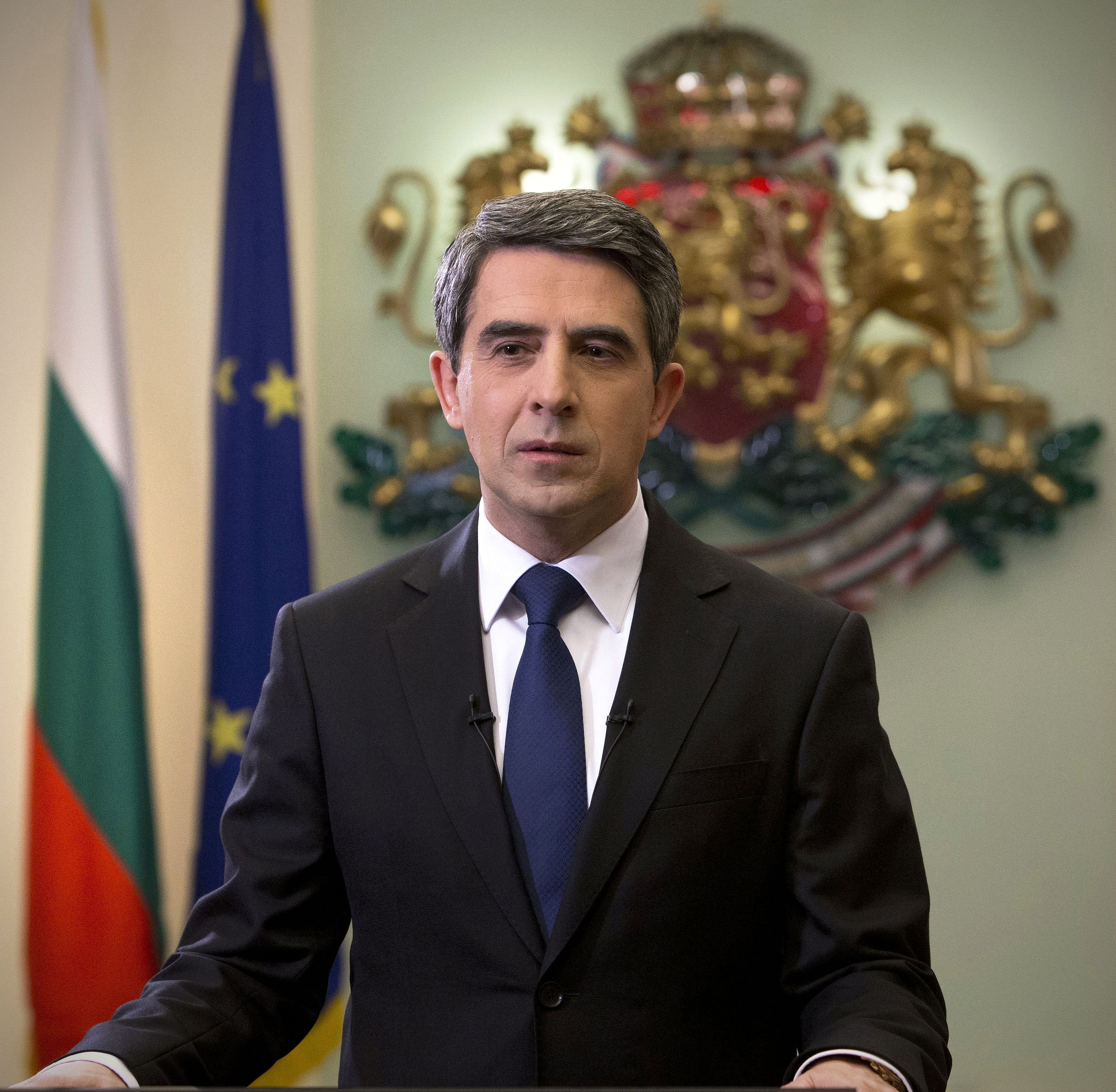
Росен Плевнелієв (2012–2017) 14 травня 1964 (60 років)

## Титули глави держави
| Держава                     | Роки          | Заголовок                                  |
| --------------------------- | ------------- | ------------------------------------------ |
| Болгарське князівство       | 1879–1908     | Князь Болгарії                             |
| Болгарське царство          | 1908–1946     | Цар Болгарії                               |
| Народна Республіка Болгарія | 1946–1947     | Глава Тимчасового президентства республіки |
| Народна Республіка Болгарія | 1947–1971     | Голова Президії Народних Зборів            |
| Народна Республіка Болгарія | 1971–1990     | Голова Державної Ради                      |
| Народна Республіка Болгарія | 1990 рік      | Голова (президент) республіки              |
| Республіка Болгарія         | 1990–1992     | Голова (президент) республіки              |
| Республіка Болгарія         | 1992 — донині | Президент республіки                       |